# Бута-ул
Бута-ул ("син Буте“, у неким изворима и Бутаул) је, према једном од тумачења натписа са аварског блага нађеног у северном Банату, био велики жупан, аварски достојанственик, владар Баната и Бачке у 8. веку.

## Археологија
Према аутору Милану Туторову, велики жупан Бута-ул је закопао велико благо у северном Банату (између данашњег села Наково, у општини Кикинда и насеља Велики Семиклуш у Румунији). Ово благо је ископано 1799. године и данас се чува у културно-историјском музеју у Бечу.
Људи који су 1799. године ископали благо Бута-ула мислили су да је то у ствари благо хунског вође Атиле, али је истраживање показало да је благо аварског порекла.

## Тумачење натписа
Благо садржи један натпис, који нам је омогућио да сазнамо ко је био његов власник. Према једном од тумачења овог натписа, власник блага је био „Велики жупан Бута-ул, владар две гетске земље, Таргорске и Ециске, и преко Тисе".
"Велики жупан" је традиционална словенска владарска титула, док се, према Туторову, термин „Гетска земља“ употребљавао као ознака за данашњи Банат. Земља „преко Тисе“ је очигледно данашња Бачка.
Натпис је писан грчким писмом, али на не-грчком језику и у оригиналу гласи:
ΒΟΥΗΛΑ·ΖΟΑΠΑΝ·ΤΕΣΗ·ΔΥΓΕΤΟΙΓΗ·ΒΟΥΤΑΟΥΛ·ΖΩΑΠΑΝ·ΤΑΓΡΟΓΗ·ΗΤΖΙΓΗ·ΤΑΙΣΗ
Према другом тумачењу, у натпису се помињу два жупана, Бујла и Бута-ул.

## Историјски контекст
Благо Бута-ула је вероватно закопано 796. године, када је Пипин, син франачког владара Карла Великог, упао са својом војском у средиште аварског каганата близу реке Тисе. Бута-ул је вероватно закопао своје благо у великој журби пре доласка франачке војске, јер је оно било закопано само пола метра дубоко у земљи.